# アラガールホソアカクワガタ
アラガールホソアカクワガタ (Cyclommatus alagari) は、節足動物門昆虫綱甲虫クワガタムシ科に属するクワガタムシの一種。

## 分布
フィリピン、パラワン島のみに分布。

## 特徴
体長雄30．3mmー74．5mm飼育下62．2mm(2010年)　雌21．0－26.1mm　　奇抜な形態をしたホソアカクワガタである。形態はミヤマクワガタに似ているが大顎と頭部が大きい。中型-小型になるにつれてこの特徴は消えて行き、小型個体では大顎はハサミのような形になってしまう。エラフスホソアカクワガタなどとは違い雌においても雄と同様の色彩をしている。マニアの間では第一内歯（大顎のやや前寄りにある最も大きな内歯）に小歯が出現する個体に人気が集中する(スーパー大歯形)が、このような個体は数が少なく高価である。

## 飼育
産卵は温度管理さえ出来ていれば容易だが、本種の難しい所は幼虫が大きく育たない点である。未だに幼虫に与える餌が確立されていないことが原因だがカワラ菌糸で大きく育つという報告もある。だがしかし野外品の大型個体に迫るのは至難の業とされている。

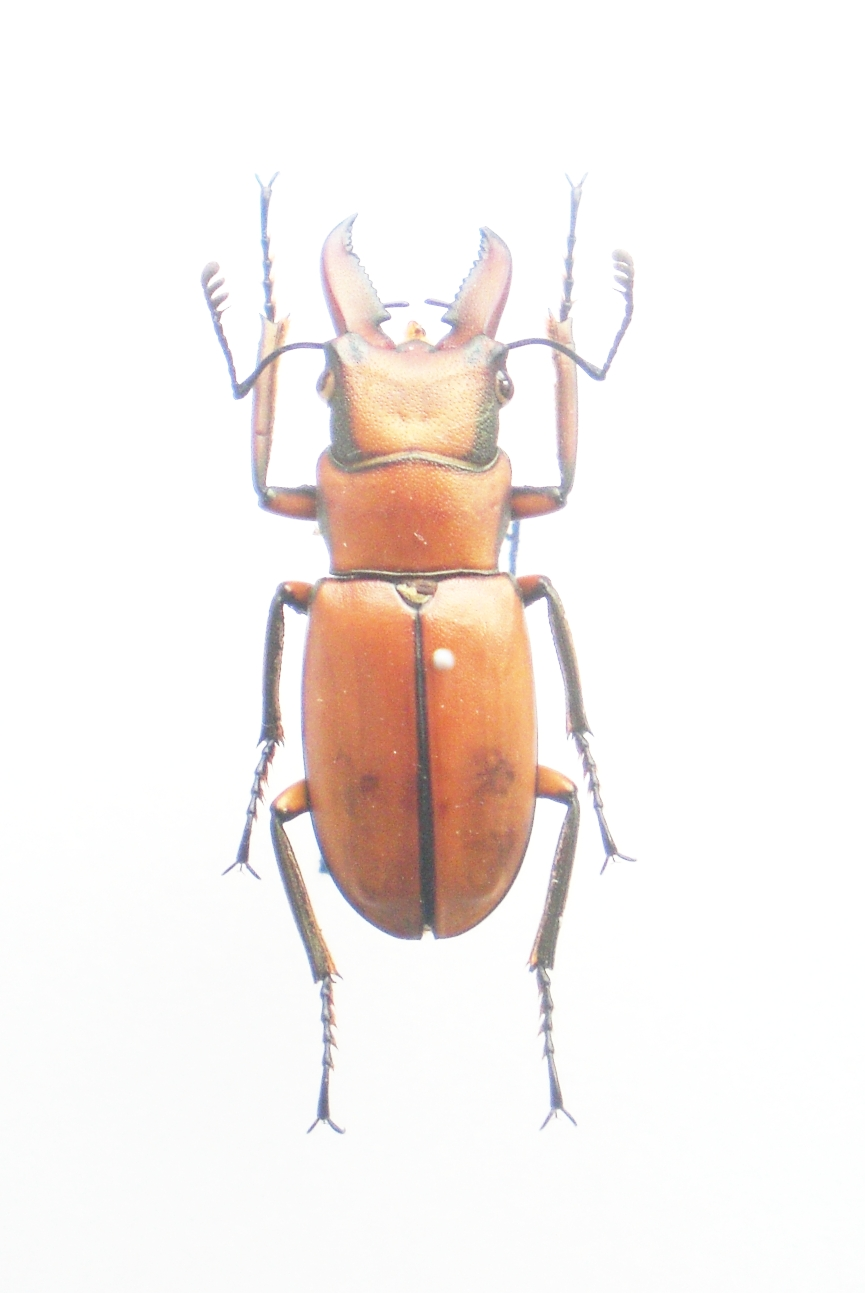
雄の小型個体